# Comuna Mașeve, Semenivka
Mașeve (în ucraineană Машеве) este o comună în raionul Semenivka, regiunea Cernihiv, Ucraina, formată din satele Ferubkî și Mașeve (reședința).

## Demografie
Componența lingvistică a comunei Mașeve
     Ucraineană (76,65%)
     Rusă (23,02%)
     Alte limbi (0,11%)
Conform recensământului din 2001, majoritatea populației comunei Mașeve era vorbitoare de ucraineană (76,65%), existând în minoritate și vorbitori de rusă (23,02%).